# Централни национални комитет Краљевине Југославије
Централни национални комитет Краљевине Југославије (ЦНК КЈ) је био највише политичко тело које је формирао пуковник Дража Михаиловић на Равној гори половином месеца августа 1941. године као политичко тело у оквирима организације ЈВуО. За време трајања рата, Централни комитет је стално прошириван. У њему су се нашли људи из вођства готово свих српских грађанских партија, укључујући и социјалисте.
Централни Комитет је бранио и пропагирао циљеве који су се тицали искључиво одлука које је донео др Стеван Мољевић још 1942. године о будућем уређењу Југославије. Главни идеолози ЦНК су били осим др Мољевића и књижевник Драгиша Васић. Најпознатије Мољевићево дело је Хомогена Србија.
На Светосавском конгресу у селу Ба јануара 1944. одлучено је да се ЦНК прошири представницима политичких странака, група и организација које су се окупиле око четничког покрет, као Југословенска демократска народна заједница (ЈДНЗ).

## Оснивање
Замишљен је као саветодавно тело у који су ушли неки чланови Земљорадничке странке (четврте по величини српске странке), мале Републиканске странке и патриотских организација као што је Српски културни клуб. Од 1942. па у нарeдне две године имао је Извршни одбор комитета који су чинили Драгиша Васић, Младен Жујовић и Стеван Мољевић. Извршни комитет је руководио администрацијом, везама са Михаиловићевим присталицама и пропагандом, за шта Михаиловићеви команданти нису биле погодне особе. Сви чланови комитета су били људи великосрпских погледа, а имали су мало или никакво политичко искуство.
На Светосавском конгресу у селу Ба јануара 1944. одлучено је да се ЦНК прошири представницима политичких странака, група и организација које су се окупиле око четничког покрет, као Југословенска демократска народна заједница (ЈДНЗ). Проширени ЦНК је конституисан маја 1944. у селу Субјела.
Тада је формиран његов извршни одбор и одбори за поједине секторе делатности. После конституисања ЦНК, ушли су као председник Михаило Кујунџић, који је представљао Демократску линију, и пет потпредседника: др Ристо Јеремић, др Владимир Белајчић, др Милутин Копша, Адам Прибићевић и Мустафа Мулалић.
Централни национални комитет је имао укупно 47 чланова, а око 15 чланова је кооптирано.
На другом састнку ЦНК у селу Рошци (крај јуна-почетак јула 1944) ЦНК је донео резолуцију против споразума Тито-Шубашића. После неуспелог покушаја др Живка Топаловића да, по одласку у иностранство-Италију, код савезничких влада обезбеди равноправан положај НОП и четничког покрета у решавању послератног уређења Југославије, ЦНК је образовао Одбор ЦНК у иностранству (октобар 1944, у Италији). Председник тог Одбора ЦНК је био др Живко Топаловић, а чланови су били: Адам Прибићевић, Миха Крек, владика Иринеј Ђорђевић, адвокат Јован Ђоновић, др Младен Жујовић и Константин Фотић.
Као што је Светосавски конгрес у село Ба био реакција на Друго заседање АВНОЈ-а, тако је и ЦНК био замишљен као противтеза НКОЈ-у као привременој влади нове Југославије. Пропали су сви покушаји да се преко ЈДНЗ и ЦНК оспоре одлуке Другог заседања АВНОЈ-а и негира споразум Тито-Шубашић.
Четнички покрет био је пред краја рата политички потпуно разбијен, напуштен од савезника и препуштен Комунистима на милост и немилост.
У 1945. године ЦНК се осипао и нестао тако што се известан број његових чланова повукао, други су пребегли у иностранство или предали органима народне власти нове Југославије. Већина њих је на политичким процесима осуђено на дуге затворске казне, један део је и осуђен на смрт, а само мањи број је успео да се спаси суђења и да настави пропагирање четничког покрета у емиграцији.

## Састав ЦНК у земљи
| Слика                   | Дужност у ЦНК                     | Име и презиме члана        |
| ----------------------- | --------------------------------- | -------------------------- |
|                         | Председник ЦНК                    | Михаило Кујунџић           |
|                         | Потпредседник ЦНК                 | Адам Прибићевић            |
|                         | Потпредседник ЦНК                 | Владимир Блејачић          |
|                         | Потпредседник ЦНК                 | Мустафа Мулалић            |
|                         | Потпредседник ЦНК                 | др Ристо Јеремић           |
| Стеван Мољевић          | Председник Извршног Одбора ЦНК    | др Стеван Мољевић          |
| Живко Топаловић         | Потпредседник Извршног Одбора ЦНК | др Живко Топаловић         |
| Александар Аксентијевић | Потпредседник Извршног Одбора ЦНК | Александар Аксентијевић    |
|                         | Члан Извршног Одбора ЦНК          | др Божидар Попадић         |
|                         | Генерални секретар ЦНК            | Драгиша Васић              |
|                         | Заменик Генералног секретара ЦНК  | др Ђуро Ђуровић            |
|                         | Члан ЦНК                          | Јован Н. Поповић           |
|                         | Члан ЦНК                          | др Младен Жујовић          |
|                         | Члан ЦНК                          | др Драгослав Страњаковић   |
|                         | Члан ЦНК                          | Александар Ч. Павловић     |
|                         | Члан ЦНК                          | др Војин Андрић            |
|                         | Члан ЦНК                          | Перо Слијепчевић           |
|                         | Члан ЦНК                          | др Савко Дуканац           |
|                         | Члан ЦНК                          | др Ђура Виловић            |
|                         | Члан ЦНК                          | Никица Стефановић          |
|                         | Члан ЦНК                          | Јосип Цветић               |
|                         | Члан ЦНК                          | Радослав Радић             |
|                         | Члан ЦНК                          | Сава Божић                 |
|                         | Члан ЦНК                          | др Александар Поповић-Шаца |
|                         | Члан ЦНК                          | Владимир Предавец          |
|                         | Члан ЦНК                          | Петар Милићевић            |
|                         | Члан ЦНК                          | Бора Раденковић            |
|                         | Члан ЦНК                          | Никола Распоповић          |
|                         | Члан ЦНК                          | др Милутин Копша           |
|                         | Члан ЦНК                          | Брана Ивковић              |
|                         | Члан ЦНК                          | Велимир Јојић              |
|                         | Члан ЦНК                          | Антон Крејчи               |
|                         | Члан ЦНК                          | др Лазар Тркља             |
|                         | Члан ЦНК                          | Живота Тодоровић           |
|                         | Члан ЦНК                          | Драгољуб Лазић             |
|                         | Члан ЦНК                          | Никола Ђоновић             |
|                         | Члан ЦНК                          | Слободан Суботић           |
|                         | Члан ЦНК                          | Радомир Јанковић           |
|                         | Члан ЦНК                          | Мухамед Прељубовић         |
|                         | Члан ЦНК                          | др Звонимир Бегић          |
|                         | Члан ЦНК                          | Стеван Станковић           |
|                         | Члан ЦНК                          | Драгиша Јоксимовић         |
|                         | Члан ЦНК                          | Михаило Стефановић         |
|                         | Члан ЦНК                          | Милутин Драговић           |
|                         | Члан ЦНК                          | Никола Шкеровић            |
|                         | Члан ЦНК                          | др Петар Зец               |
|                         | Члан ЦНК                          | Богдан Кириловић           |
|                         | Члан ЦНК                          | др Војислав Вујанац        |
|                         | Члан ЦНК                          | др Никола Стојановић       |
|                         | Члан ЦНК                          | Властимир Петковић         |
|                         | Члан ЦНК                          | Слободан Драшковић         |

## Састав ЦНК у иностранству (римски огранак)
| Слика            | Дужност у ЦНК            | Име и презиме члана         |
| ---------------- | ------------------------ | --------------------------- |
| Живко Топаловић  | Председник ЦНК           | др Живко Топаловић          |
|                  | Члан Извршног Одбора ЦНК | др Иринеј Ђорђевић          |
|                  | Члан Извршног Одбора ЦНК | Миха Крек                   |
|                  | Члан Извршног Одбора ЦНК | Јован Ђоновић               |
|                  | Члан Извршног Одбора ЦНК | др Константин Фотић         |
|                  | Члан Извршног Одбора ЦНК | Димитрије Лазаревић         |
|                  | Члан Извршног Одбора ЦНК | Иван Ковач                  |
| Милан Гавриловић | Члан Извршног Одбора ЦНК | др Милан Гавриловић         |
|                  | Члан Извршног Одбора ЦНК | патријарх Гаврило Дожић     |
|                  | Члан Извршног Одбора ЦНК | Душан Петковић              |
|                  | Члан Извршног Одбора ЦНК | епископ Николај Велимировић |